# ヨハン・クリスチャン・ホフマン
 ヨハン・クリスティアン・コンラート・フォン・ホフマン  (Johann Christian Konrad von Hofmann, 1810年12月21日 - 1877年12月20日) は、ドイツのルター派の神学者である。
ドイツのバイエルンの敬虔主義の家系で、1810年ニュルンベルクに生まれた。エアランゲン大学で神学と歴史学を修め、1829年にベルリンに行き、ベルリン大学で学んだ。ベルリンではフリードリヒ・シュライアマハー、エルンスト・ヴィルヘルム・ヘングステンベルク、アウグスト・ネアンダー、レオポルト・フォン・ランケ、フリードリヒ・フォン・ラウマーらに学んだ。
1833年、エアランゲンのギムナジウムでヘブル語と歴史学の教師になる。1841年にエアランゲン大学の神学部の教授に就任して、1842年にはロストック大学の教授になるが、1845年以降エアランゲン大学に戻り、新約聖書釈義、倫理学、神学を教え、エアランゲン学派の中心的な学者として活躍した。1877年にエアランゲンで死去した。
エルランゲン学派は敬虔主義的な個人的体験の重視を批判的に捉え、再生の体験を出発点として、敬虔主義と教義学と聖書神学の調和を追究した。その意味では、シュラアマハーの学派とは異なっている。